# تدسي (تدسي نيسدلان)
تدسي هي إحدى مشيخات المملكة المغربية، تتبع جغرافيا لإقليم تارودانت وإداريًا لتدسي نيسدلان. يقدر عدد سكانها بـ 6171 نسمة حسب الإحصاء الرسمي للسكان والسكنى لسنة 2004.